# Méphisto (comics)
Pour l’article homonyme, voir Méphisto (film).
Méphisto (« Mephisto » en VO) est un super-vilain et une entité démoniaque évoluant dans l'univers Marvel de la maison d'édition Marvel Comics. Créé par le scénariste Stan Lee et le dessinateur John Buscema, le personnage de fiction apparaît pour la première fois dans le comic book Silver Surfer #3 en décembre 1968.
Librement inspiré du personnage de Méphistophélès, l'incarnation du Diable dans la légende de Faust, Méphisto est l'ennemi principal du Ghost Rider quand le mortel Johnny Blaze conclut un marché avec lui, vendant son âme pour sauver son père adoptif. Méphisto a aussi eu pour adversaires réguliers les héros Thor et le Surfer d'Argent, entre autres.
Débutant à l'Âge d'argent des comics, le personnage apparaît sur plus de quatre décennies de la continuité Marvel. Il est également apparu dans des séries télévisées d'animation, des films, jouets, cartes à échanger et des jeux vidéo.

## Biographie du personnage

### Origines
Les origines de Méphisto sont inconnues, et si lui-même consentait à les révéler, il est peu probable qu'il soit honnête : il est en effet le roi du mensonge. Il affirme cependant faire partie du grand mal, source des premiers démons. Il est parfois placé parmi les puissances cosmiques, ce qui semble confirmer cette thèse, mais le fait même qu'il l'affirme fait planer un doute là-dessus.
Souverain d'une version de l'Enfer aux côtés d'autres de ses pairs, comme Satannish ou la toute nouvelle promue Magik, Méphisto se livre au trafic des âmes des mortels.

### Parcours
Méphisto est notamment responsable de l'une des plus éclatantes corruptions dans l'histoire du monde Marvel, celle de la gitane Cynthia Von Doom, la mère du super-vilain le Docteur Fatalis (« Victor Von Doom » en VO). La mère de Fatalis perd en effet son âme après avoir conclu un pacte avec Méphisto, afin de protéger les siens (et notamment son fils) des persécutions qu'ils subissaient en Latvérie. Fatalis, en essayant de récupérer l'âme de sa mère, y a lui-même perdu la sienne (symboliquement, Fatalis devenant un super-vilain dans le processus). Pourtant, chaque année, Méphisto tente Fatalis quand celui-ci essaie de libérer l'âme de sa mère défunte. Le Latvérien est cependant aidé par le Docteur Strange, alors que celui-ci le concurrençait pour le titre de « Sorcier suprême » de la dimension terrestre, les deux se rendant en enfer et parvenant, après avoir pris le démon à son propre jeu, à délivrer l'âme de Cynthia des griffes de Méphisto.
Par la suite, Méphisto vit l'une de ses plus grandes peurs au contact de l'entité cosmique appelée le Beyonder, en particulier lorsque ce dernier veut supprimer le concept de la Mort de l'univers Marvel : le démon est alors forcé, devant les puissances cosmiques, de faire l'impensable et de dire la vérité, avouant sa peur d'être détruit. Par la suite, il est l'un des adversaires les plus acharnés du Beyonder, inventant même l'appareil « anti Beyonder ».
Puis, une étrange affaire mystique lui donne le tout premier rôle : lorsque l'exorciste Elspeth Cromwell s'en prend aux Quatre Fantastiques, elle expose accidentellement l'âme de la Femme invisible (Jane Richards) et de Mr Fantastique (Red Richards) au démon, et blesse leur fils Franklin, versant ainsi le sang d'un innocent. Méphisto, utilisant en parallèle l'énergie extraterrestre et mystique des Spectres noirs (en) pour siphonner l'énergie de Franklin, essaie de voler l'esprit du garçon pour s'approprier définitivement les pouvoirs des spectres. Mais le chevalier galadorien Rom défait les Spectres noirs de son côté, et le Docteur Strange vient en aide à la famille des Quatre Fantastiques. Franklin déclenche alors son formidable potentiel mental latent, détruisant — momentanément — Méphisto, et fragmentant son âme.
Si Méphisto parvient quand même à se rassembler, il perd cependant cinq morceaux de son âme ; il s'arrange alors pour faire croire au démon Master Pandemonium (en) qu'il s'agit des siens, et que les retrouver délivrerait Pandemonium du pacte que Méphisto avait passé avec lui. Mais, lorsque Master Pandemonium retrouve ces morceaux, c'est l'âme de Méphisto qui est reconstituée, le démon absorbant alors Pandemonium qui a été trompé.
Trouvant le fait de tromper les démons eux-mêmes très distrayant, Méphisto recommence la même chose en plaçant le démon Zarathos (en) dans le corps de l'humain Johnny Blaze, mais a la main moins heureuse avec ce mortel, créant en effet le héros surnaturel Ghost Rider.
Méphisto attaque de nouveau les Quatre Fantastiques, en même temps que la déesse Héla qui attaque l'équipe de Facteur-X, des Vengeurs et des X-Men, obligeant Jane Richards à concéder son âme à Méphisto pour sauver le reste de son équipe. Mais la X-Woman Jean Grey la sauve, en offrant son âme en échange.
Par ailleurs, Méphisto est responsable (directement ou indirectement) de la mort de certains héros, dont Oiseau Moqueur (« Bobbi » Morse), l'ancienne compagne d'Œil-de-faucon (Clint Barton).

### One More Day
Durant l'histoire Spider-Man: One More Day (2007), Méphisto joue un rôle essentiel dans la vie de Spider-Man, en changeant rétroactivement la vie de Peter Parker afin de sauver celle de sa tante May, en contre-partie du mariage de Parker avec Mary Jane Watson dont il efface le souvenir dans l'esprit de tous. Dans le même temps, le démon efface également de la mémoire collective le souvenir de l'identité secrète du héros. On apprend plus tard que si Mephisto a demandé à obtenir le mariage de Peter avec Mary-Jane, c'est pour empêcher le héros de devenir un jour vraiment heureux.

### Avengers Assemble
Durant l’évènement Avengers Assemble (en), Méphisto met en place sa propre équipe des Maîtres du mal dans le but de conquérir tous les univers. Ceux-ci sont alors confrontés aux Vengeurs de la Terre-616, alliés à leurs équivalents préhistoriques.
Après la déroute de ses Maîtres du mal multiversels, le démon lance une attaque de tous ses variants (ses autres moi, des autres réalités alternatives) dans le but de détruire toutes les réalités. Son armée est alors vaincue par une coalition de tous les Vengeurs du Multivers ; Méphisto est ensuite exilé en Enfer, qu’il ne supporte plus.

## Personnalité
Méphisto est un démon qui utilise ses propres règles. Sa dimension (son monde) ne ressemble pas vraiment à la description chrétienne traditionnelle de l'Enfer. Il est plausible qu'il ait utilisé cette superstition, au fil des siècles, pour inspirer sa peur aux hommes.
Il est particulièrement intéressé par les âmes pures et bonnes, essayant sans cesse de les corrompre. Il a ainsi, et à de nombreuses reprises, tenté de corrompre Thor et le Surfer d'argent, mais à chaque fois sans succès.

## Pouvoirs et capacités
Méphisto est une entité démoniaque immortelle extrêmement puissante et d'une grande intelligence. Il est l'équivalent du Diable. Il possède de vastes pouvoirs magiques et des capacités surhumaines, acquises par la manipulation des forces de la magie.
- Méphisto est capable d'utiliser son pouvoir dans une grande variété d'utilisations, notamment pour se doter d'une force surhumaine, changer de forme ou de taille[7], projeter des illusions[8], manipuler les souvenirs d'une personne[9] ou altérer le temps[10]. Il est aussi très résistant aux blessures physiques[11].
- Il a été dépeint comme étant alimenté par des sources maléfiques provenant du monde réel, à l'instar des entités extraterrestres les Spectres noirs (en) (« Dire Wraiths », des ennemis du chevalier galadorien Rom)[12].
- Comme les autres démons, Méphisto est lié à son propre royaume de manière symbiotique, et est considérablement plus puissant lorsqu’il y réside, pouvant transformer la structure de son monde à volonté[13]. Au sein de celui-ci, il a ourdi des plans machiavéliques pour s'emparer de la galaxie et a même mis en échec Galactus (venu rechercher son héraut le Surfer d'argent, emprisonné par Méphisto), jusqu'à ce que Galactus menace de se nourrir de son royaume[14].
- Si sa forme physique est détruite, elle se régénère et se reforme dans son domaine[15].

Méphisto est connu pour convoiter et acquérir les âmes des mortels, mais il ne peut pas subjuguer la volonté d'un être sans la permission de sa victime. Cela est généralement réalisé sous la forme d'un pacte.

## Apparition dans d'autres médias

### Cinéma
- 2007 : Ghost Rider de Mark Steven Johnson, interprété par Peter Fonda.
- 2012 : Ghost Rider 2 : L'Esprit de vengeance de Mark Neveldine et Brian Taylor, interprété par Ciarán Hinds.

### Télévision
- Dans l'univers cinématographique Marvel, le personnage de Méphisto apparait dans l’épisode 6 de la série Ironheart, incarné par l'acteur Sacha Baron Cohen[17],[18].

### Jeux vidéo
Le personnage de Méphisto apparaît dans les jeux vidéo suivants :
- 1990 : Silver Surfer (en)
- 1997 : Marvel Super Heroes vs. Street Fighter
- 2006 : Marvel: Ultimate Alliance
- 2007 : Ghost Rider
- 2014 : Marvel : Tournoi des Champions
- 2024 : Fortnite (cosmétique)